# 国軸の会
国軸の会（こくじくのかい）は、旧民進党のグループ。通称、旧長島グループ。党内少数派の保守系グループであり、10名ほど所属していた。

## 概要
2014年2月、長島昭久が会長となり、民主党内保守系のグループとして発足した。「国軸の会」の名称は、長島らが2013年夏に奈良県吉野町で合宿した際、金峯山寺の山号にも用いられる「国軸」が「熊野・吉野・平城京を結ぶライン」を表し、「神武天皇即位」「壬申の乱」「建武の中興」の舞台となってきたことを教わり、「国の軸を定める」との思いを込めて命名した 。国内政策に対する意見は自由民主党と異なるが安全保障分野に関しては、日米同盟を基軸とした自衛隊の強化で一致していた。

## 沿革
長島昭久は自らに近い議員らと2010年8月に吉野山に合宿して桜本坊、吉水神社を訪問するなどしてきたが、2014年2月にこれを「国軸の会」として長島グループ化した。7月22日から26日にかけて国軸の会のメンバー（長島、鷲尾英一郎、大野元裕、安井美沙子、市村浩一郎、北神圭朗、大石宗）でアメリカ合衆国を訪問し、国務省でダニエル・ラッセル国務次官補、ジェームス・ズムワルト次官補代理、マーク・ナッパー日本部長らと会談を行った。12月の第47回衆議院議員総選挙後に行われた2015年1月の代表選では、野党再編派の立場から国軸の会として細野豪志を支持したが、細野は岡田克也に敗れた。8月24日には長島・細野・馬淵澄夫らの3グループで合同勉強会を開き、安全保障関連法案の対案提出を目指す動きを見せた。
2016年3月の民進党結党後、4月の衆院京都3区補選に泉健太が立候補して衆議院議員を自動失職したのに伴い、メンバーである北神が繰り上げ当選した。9月の代表選では、長島の擁立を目指したものの推薦人を確保できず断念し、国軸の会として前原誠司の支持に回ったが、前原は蓮舫に敗れた。9月20日から22日にかけて研修会のために台湾を訪問し、蔡英文総統、李登輝元総統、蘇嘉全立法院長らと会談を行った。
2017年4月、会長の長島が民進党からの離党を表明して除籍された。長島は離党会見で、国軸の会のメンバーで長島に同調して離党する議員はいないとしたうえで、党外の人間になる以上国軸の会の今後については党内のメンバーに任せるが、超党派の勉強会などで連携していきたいとした。長島はその後自らを会長とする超党派の勉強会「外交・安全保障戦略を考える会」を発足させた。
9月の代表選では、8月16日に自誓会（旧細野グループ）との合同会議を開き、国軸の会として前原を支持する方針を確認した。9月に小池百合子東京都知事が希望の党を結成すると、長島は結党メンバーとなった。10月の第48回衆議院議員総選挙では、9月28日の民進党両院議員総会で希望の党への合流方針が了承されたことを受けてメンバーも希望の党から出馬することとなったが、事務局長を務めた鷲尾は公示日の10月10日に離党届を提出して無所属で出馬、当選し、11月2日に離党届が受理された。一方、民進党合流後のメンバーである青柳は10月8日に旧立憲民主党への参加を表明し、選挙区で初当選している。
2018年5月には希望の党が解党し、無所属となった長島は7月に臨時国会に向けて保守系新会派（後に「未来日本」として結成）への参加を無所属議員らに呼び掛けた。しかし、鷲尾は自身のblogで、自身と長島とでは無所属となった経緯が全く異なるとし、長島からの新会派や新党結成への呼び掛けには応じない意向を示した。
その後鷲尾は2019年3月に、長島は6月に自由民主党に入党した。

## 所属していた国会議員一覧

### 衆議院議員
自由民主党
- 長島昭久[3][注 1]（8回、比例東京・東京30区）

立憲民主党
- 青柳陽一郎[34][注 2]（5回、神奈川6区）
- 野間健[注 3]（4回、鹿児島3区）
- 藤岡隆雄[35][注 4]（2回、栃木4区）

日本維新の会
- 市村浩一郎[6][注 5]（5回、比例近畿・兵庫6区）

無所属
- 吉良州司[3][注 6]（7回、大分1区）
- 北神圭朗[3][注 7]（5回、京都4区）

### 参議院議員
国民民主党
- 浜野喜史[36][注 8]（3回、比例区）

### 元衆議院議員
自由民主党
- 鷲尾英一郎[3][注 9]（6回、比例北陸信越）

民進党
- 神風英男[37][注 10]（3回、埼玉4区）

無所属
- 宮島大典[注 11][37]（2回、長崎4区）
- 福嶋健一郎[38]（1回、熊本2区）

### 元参議院議員
無所属
- 大野元裕[39][注 12]（2回、埼玉県）
- 金子洋一[40]（2回、神奈川県）
- 安井美沙子[12][注 13]（1回、愛知県）

### その他
自由民主党
- 大石宗[注 14][41]（元高知県議会議員）